# Hermann Linkenbach
Hermann Linkenbach (né le 8 avril 1889 à Barmen, aujourd'hui district de Wuppertal, mort le 30 juin 1959 à Stade) est un cavalier de dressage allemand.

## Biographie
Avec Carl-Friedrich von Langen sur Draufgänger et Eugen von Lotzbeck sur Caracalla, il remporte sur Gimpel la médaille d'or par équipe aux Jeux olympiques d'été de 1928 à Amsterdam. En individuel, il obtient la 6e place.

## Source, notes et références
- (de) Cet article est partiellement ou en totalité issu de l’article de Wikipédia en allemand intitulé « Hermann Linkenbach » (voir la liste des auteurs).